# Rudna (Góry Krucze)
Rudna (niem. Rothe Höhe, 528 m n.p.m.) wzniesienie w Górach Kruczych.
Jest zaliczana również w obręb Kotliny Krzeszowskiej.

## Położenie
Rudna wyrasta słabo zaznaczoną kulminacją na zakończeniu długiego, bocznego ramienia, biegnącego na wschód od Widoku przez Skowrończą. Oddziela Błażejów na południu od Olszyn i Chełmska Śląskiego na wschód. Jej północne i zachodnie podnóża opływa Olszanica, a pod wierzchołkiem wiedzie od południowego zachodu lokalna szosa z Chełmska Śląskiego do Lubawki.

## Budowa
Wzniesienie zbudowane jest ze zlepieńców i piaskowców czerwonego spągowca.

## Roślinność
Rudną pokrywają użytki rolne.